# Memorial da Democracia de Pernambuco – Fernando de Vasconcellos Coelho
O Memorial da Democracia de Pernambuco - Fernando de Vasconcelos Coelho (MDPFVC) é um museu e centro de memória localizado no Sítio Trindade (Arraial Velho do Bom Jesus), em Pernambuco. Foi criado pela Lei Estadual nº 14.688, de 1º de junho de 2012, e regulamentado pelo Decreto Estadual nº 53.387, de 24 de agosto de 2022. Inaugurado em 29 de dezembro de 2022, o memorial tem como objetivo preservar e divulgar a história política e social do estado, com ênfase nos períodos de exceção no Brasil.

## Galeria

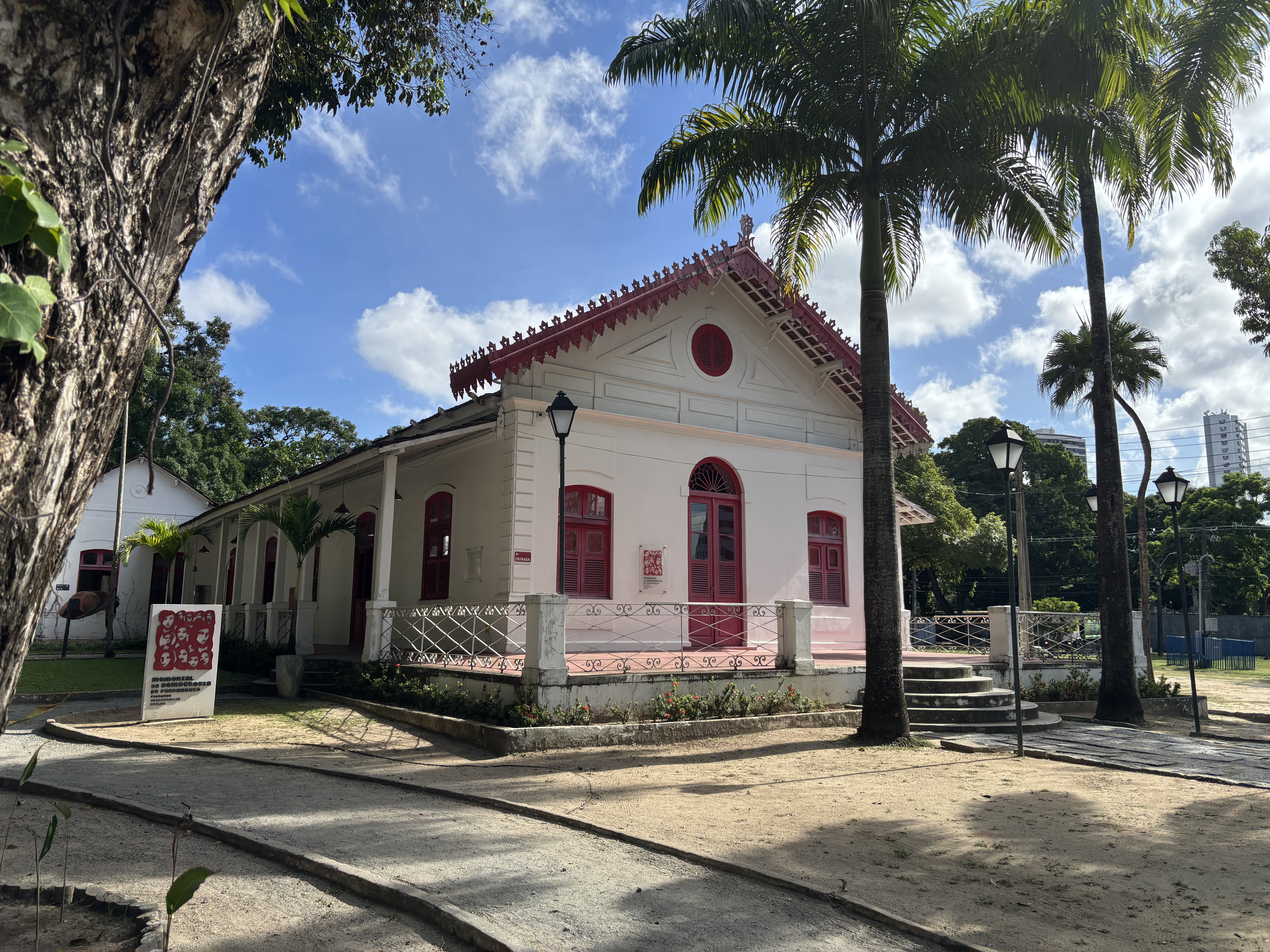
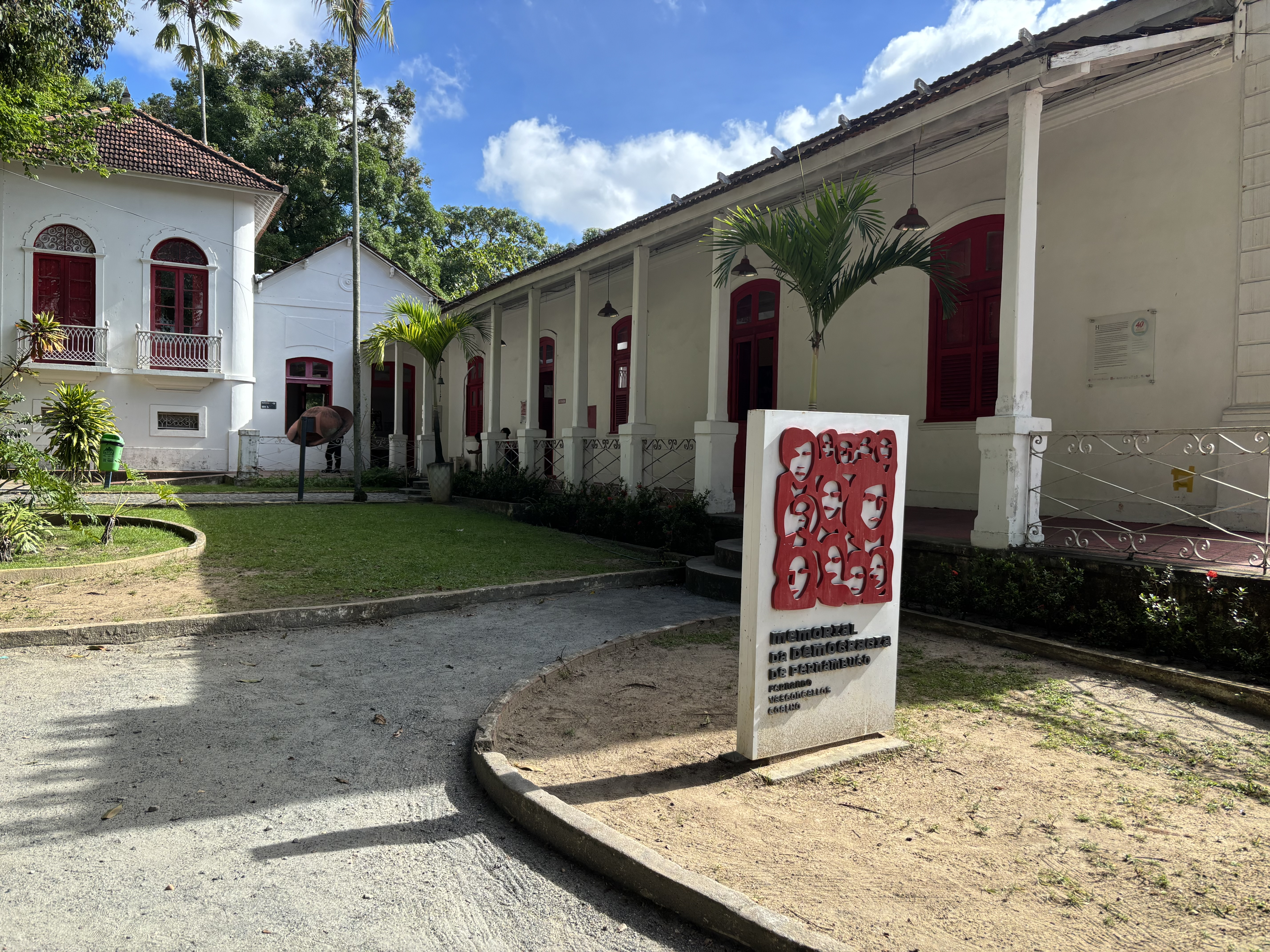
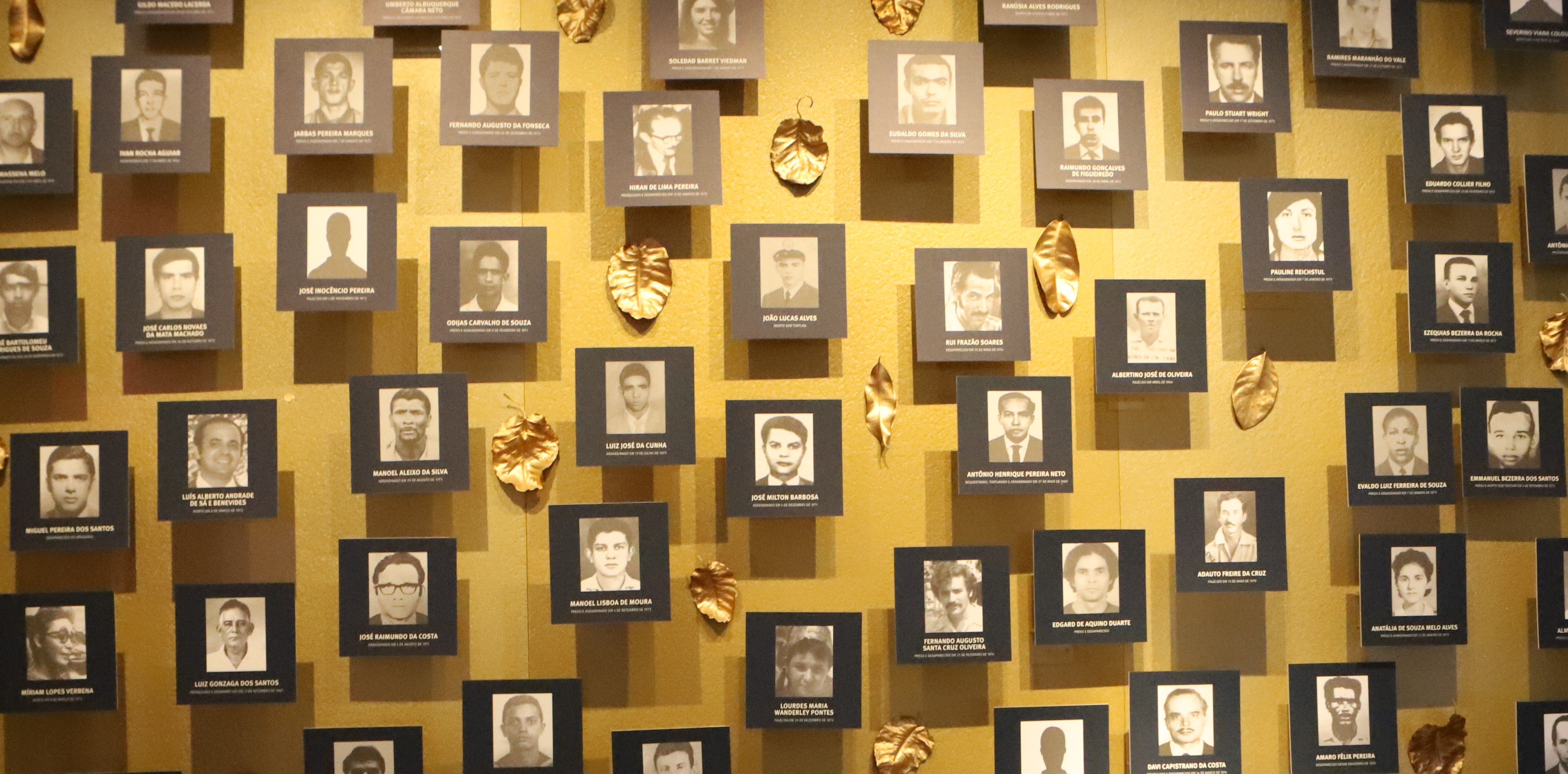
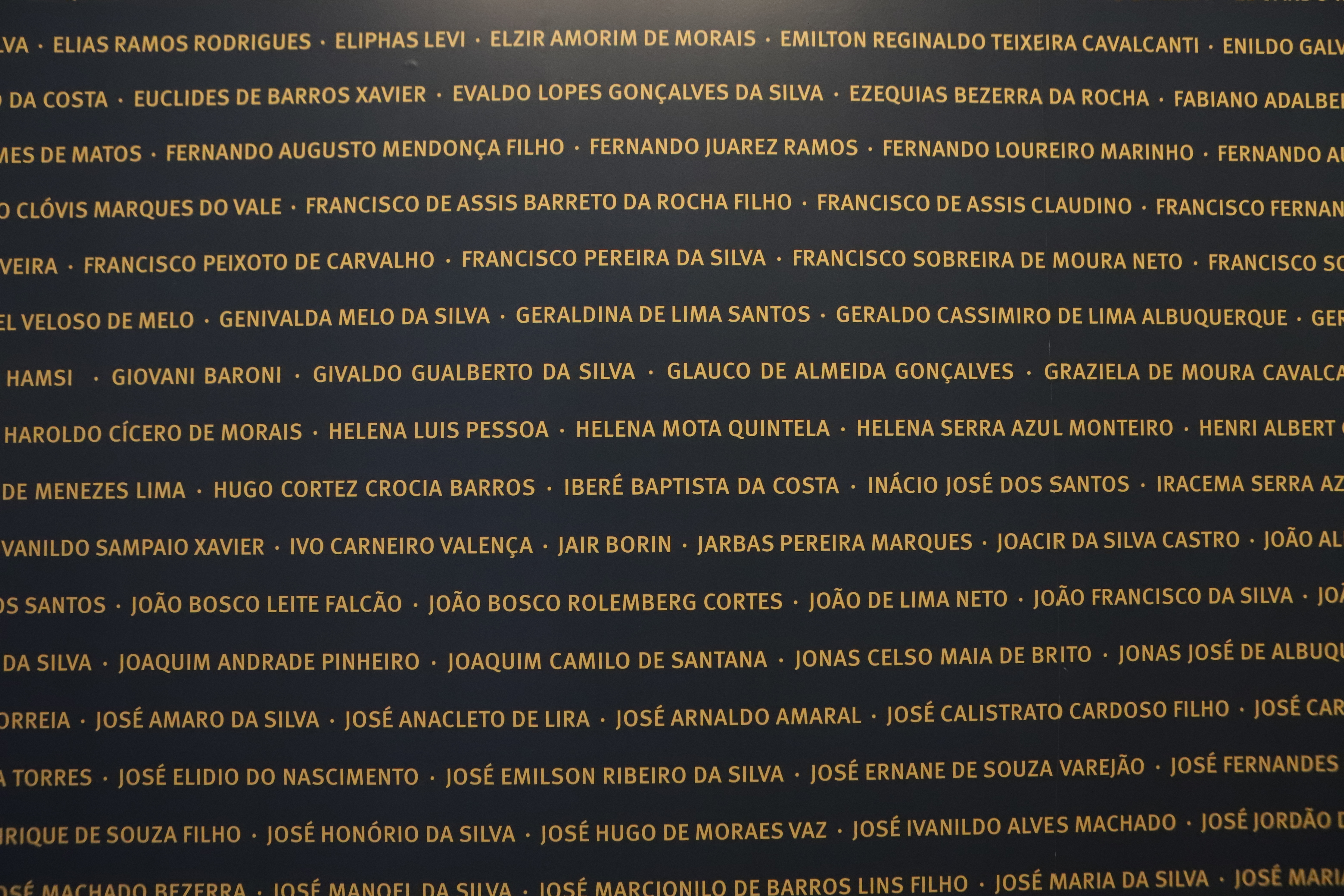

## Histórico e Finalidade
O memorial está vinculado às recomendações da Comissão Estadual da Memória e Verdade Dom Helder Câmara (CEMVDHC), instituída pela mesma lei que o criou[4]. A comissão teve como finalidade investigar violações de direitos humanos ocorridas durante o regime militar no Brasil (1964-1985), conforme estabelecido no Art. 1º da legislação[5].

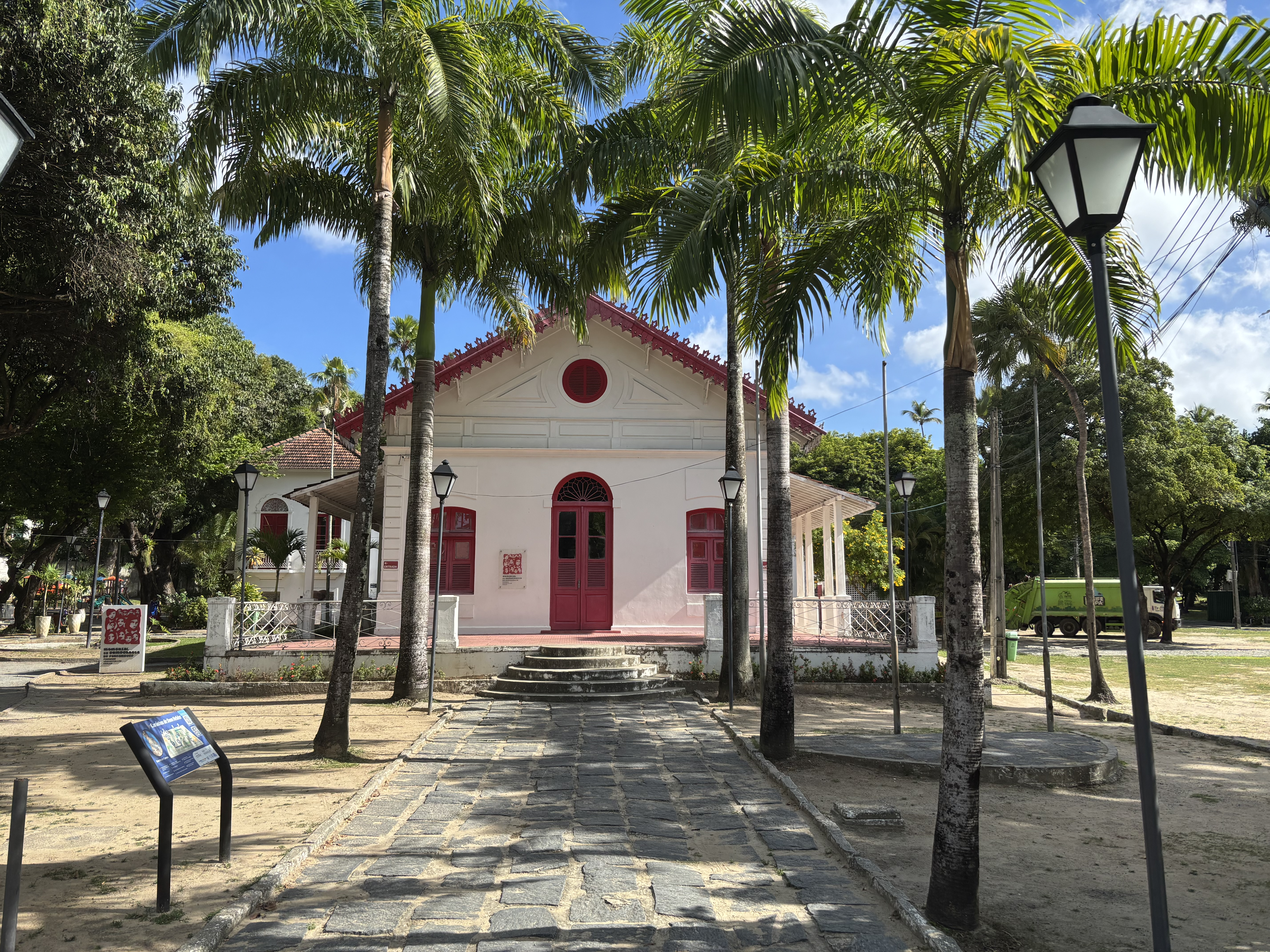
Memorial da Democracia de Pernambuco – Fernando de Vasconcellos Coelho

## Acervo e Pesquisa
O MDPFVC reúne documentos, registros orais e estudos sobre os períodos de exceção no estado, incluindo o regime militar. Parte de seu acervo baseia-se em fontes analisadas pela CEMVDHC, que incluem relatórios oficiais, depoimentos e materiais de arquivos públicos e privados. Segundo publicações acadêmicas e relatórios da comissão, parte desses documentos apresenta inconsistências ou indícios de coerção, como delações obtidas sob pressão e versões contestadas por pesquisadores.

## Função Educativa
Além da preservação histórica, o memorial promove atividades educativas e exposições sobre democracia e direitos humanos, em parceria com universidades e instituições de memória.